# Rewolwer Colt Python
Colt Python — amerykański rewolwer produkowany przez firmę Colt w drugiej połowie XX wieku.
W pierwszej połowie lat 50. XX wieku Bill Henry, jeden z przedstawicieli handlowych Colta zaproponował tej firmie opracowanie nowego rewolweru. Miała to być broń o doskonałych własnościach użytkowych, przeznaczona dla najbardziej wymagających użytkowników.
Prototyp nowej broni wykonał Al DeJohn, późniejszy szef zakładu produkcji specjalnej Colta. Nowa konstrukcja była oparta na produkowanym przez Colta rewolwerze Trooper. Dzięki zastosowaniu wyższych tolerancji i dokładniejszego wykończenia mechanizmów wewnętrznych nowy rewolwer miał bardzo płynnie działający mechanizm spustowy. Zewnętrznie wyróżniał się długą osłoną rozładownika, szyną wentylacyjną nad lufą i wykończeniem zewnętrznym o standardzie wyższym niż inne seryjne rewolwery.
Produkcję seryjną nowego rewolweru rozpoczęto w 1955 roku. Pierwsze Pythony były produkowane z lufami długości 6 cali, później pojawiły się wersje z lufami 4 i 2,5 cala. Od 1980 roku oferowana była najdłuższa myśliwska wersja z lufą ośmiocalową (Python Hunter).
Python standardowo był oksydowany na granatowo i polerowany, później pojawiły się wersje ze stali nierdzewnej (półmatowe, z wyjątkiem wersji Python Ultimate wykonanej ze stali nierdzewnej, ale polerowanej) i niklowane.
W 1999 roku w związku z reorganizacją firmy Colt w ofercie pozostała tylko jedna wersja Pythona – Python Ultimate (z polerowanej stali nierdzewnej, z okładkami rękojeści firmy Hogue wykonanymi z drewna orzechowego). W 2000 roku zakończono także produkcję tej wersji.

## Opis
Colt Python był bronią powtarzalną. Miał szkielet jednolity, bęben nabojowy odchylany na lewą stronę, a także mechanizm uderzeniowy kurkowy z samonapinaniem.
Python był zasilany z sześcionabojowego bębna nabojowego. Łuski z bębna były usuwane przez rozładownik gwiazdkowy po wychyleniu bębna ze szkieletu.
Lufa gwintowana.
Przyrządy celownicze mechaniczne, regulowane (muszka i szczerbinka).